# Radosław Dylewski
Radosław Dylewski (ur. 1975) – polski językoznawca, doktor habilitowany nauk humanistycznych.

## Życiorys
W 1998 r. ukończył studia filologii angielskiej na Uniwersytecie im. Adama Mickiewicza, w 2002 r. obronił pracę doktorską pt. The History of Ablaut Verbs in Early American English (Historia czasowników apofonicznych we wczesnym języku angloamerykańskim), której promotorem był dr hab. Marcin Krygier, w 2014 r. habilitował się. 
Został pracownikiem naukowym na Uniwersytecie im. Adama Mickiewicza w Poznaniu.